# 羽柴誠
羽柴 誠（はしば まこと、1970年2月23日 - ）は、神奈川県出身の俳優。陸上自衛隊を経て、劇団青年座研究所、オフィス・コモアートに所属していた。
身長168cm。体重62kg。特技は乗馬。

## 出演

### 映画
- 集団左遷（1994年）※デビュー作[2]
- 八つ墓村（1996年）
- 忘れられぬ人々（2001年） - 若い日の平八 役
- 突入せよ! あさま山荘事件（2002年） - 警視庁第九機動隊 役
- ラスト サムライ（2003年）-サムライアンサンブル
- ローレライ（2005年）- 操舵手役
- 戦国自衛隊1549（2005年） - 井川二曹 役
- 男たちの大和/YAMATO（2005年）
- 蒼き狼 〜地果て海尽きるまで〜（2007年）
- 伝染歌（2007年） - 山崎刑事 役
- 隠し砦の三悪人 THE LAST PRINCESS（2008年）-騎馬の侍

### テレビドラマ
- 火曜サスペンス劇場
  - 地方記者・立花陽介 第6作「鎌倉湘南通信局」（1995年）
  - 弁護士・朝日岳之助 第17作「開かずの扉」（2002年）
  - 身辺警護 第11作「娘を転落死させた男には鉄壁のアリバイが－青酸毒入りコーヒーを飲んだ男が見た微笑の女」（2002年）
- はぐれ刑事純情派 第9シリーズ 第5話「死亡推定時刻の謎! ポケベルの女」（1996年）
- 刑事追う! 第6話「籠城」（1996年）
- 電磁戦隊メガレンジャー 第26話「ホントか!? ネジレジアの最期」（1997年）
- 大河ドラマ
  - 徳川慶喜（1998年） - 立石得十郎
  - 葵 徳川三代（2000年） - 磯野平三郎
  - 新選組!（2004年） - 浪士
  - 八重の桜（2013年） - 目あかし文吉
  - 軍師官兵衛（2014年） - 毛利武将
  - 真田丸（2016年）
  - 西郷どん（2018年）
- ウルトラマンダイナ 第23話「夢のとりで」（1998年） - トライトンJ2職員 役
- 必要のない人 第9話「家族の反乱」（1998年）
- ニュースキャスター 霞涼子 第5話「同窓会殺人! 完全犯罪の女」（1999年）
- 櫂 第1話「奔馬」（1999年）
- 太陽にほえろ! 2001（2001年）
- 水戸黄門
  - 水戸黄門 第30部 第4話「殿を殴った指南役」（2002年） - 伊達村和
  - 水戸黄門 第32部 第4話「響け! 汗と涙の御諏訪太鼓」（2003年） - 望月武之助
  - 水戸黄門 第33部 最終回スペシャル「大対決! 八百八町は日本晴れ」（2004年） - 高原新吾
  - 水戸黄門 第34部 第12話「風の鬼若 怒りの秘剣」（2005年） - 松前矩広
  - 水戸黄門 第35部 第18話「脱藩者は老公に瓜二つ」（2006年） - 毛利高久
  - 水戸黄門 第39部 第1話「青空、恋空、江戸の空 いざ旅立ち!」（2008年） - 西岡
- ドラマW / 娘の結婚（2003年）
- 金曜プレステージ / 奥様は警視総監 第5作（2009年）
- 土曜ワイド劇場 / 温泉 (秘) 大作戦9 第9作（2010年） - 高山刑事
- 月曜ゴールデン / 釣り刑事 第1作（2010年） - 矢島
- BS時代劇
  - 薄桜記（2012年） - 角田佐治兵衛
  - 鳴門秘帖 (2018年のテレビドラマ)（2018年） - 峰
- 御鑓拝借〜酔いどれ小籐次留書〜（2013年） - 柳太郎
- 連続テレビ小説 / とと姉ちゃん（2016年）
- ザ・プレミアム / スペシャルドラマ「戦艦武蔵」（2016年）
- 月曜名作劇場 / 新・十津川警部シリーズ 第2作（2017年）
- 松本清張没後25年特別企画 誤差（2017年）
- 永遠のニㇱパ 〜北海道と名付けた男 松浦武四郎〜（2019年）

### CM
- トヨタ自動車 - ビートたけし吹き替え

### 舞台
- 鞍馬天狗
- 英語ミュージカル「ヘアー」主演クロード役